# Mordellistena multicicatrix
Mordellistena multicicatrix är en skalbaggsart som beskrevs av Kangas 1986. Mordellistena multicicatrix ingår i släktet Mordellistena, och familjen tornbaggar. Enligt den finländska rödlistan är arten otillräckligt studerad i Finland. Arten är reproducerande i Sverige.